# Schefflera ruschiana
Schefflera ruschiana är en araliaväxtart som beskrevs av Pedro Fiaschi och Pirani. Schefflera ruschiana ingår i släktet Schefflera och familjen araliaväxter. Inga underarter finns listade.